# Nuttallina californica
Nuttallina californica is een keverslak uit de familie Ischnochitonidae.
Deze soort wordt 25 millimeter lang en komt voor aan de westkust van Noord-Amerika van Alaska tot het zuiden van Californië.